# Beatrix de Rijk
Béatrix de Rijk (Soerabaja, 24 juillet 1883 – La Haye, 18 janvier 1958) fut la première femme néerlandaise à obtenir son brevet de pilote.

## Biographie
Née le 24 juillet 1883 à Soerabaja dans les Indes néerlandaises, Béatrix de Rijk est issue d'une famille aisée et a donc, dès le plus jeune âge, la possibilité de se cultiver et de pratiquer de nombreuses disciplines artistiques et sportives telles que l'équitation et le tennis, elle apprend aussi à conduire une automobile.
Elle vient s'installer à Paris aux alentours de 1903 pour devenir mannequin, ce à quoi elle échoue. Mais assez vite elle se prend de passion pour l'aviation et, le 6 octobre 1911, elle obtient son brevet de pilote à Bétheny, à l'école Hanriot (brevet no 652 de l'Aéroclub de France, officiellement délivré le 10 octobre 1911). Grâce à ses moyens financiers, elle fait l'acquisition d'un Deperdussin et vole lors de démonstrations aériennes. Beatrix de Rijk est membre de l'Aéroclub féminin la Stella, où elle fréquente notamment Marie Goldschmidt.
Quand la Première Guerre mondiale éclate, elle offre ses services à l'armée française de même que les femmes membres de l'Union patriotique des aviatrices françaises et à l'armée néerlandaise lorsque les conscrits sont mobilisés, les deux la remercient. Après la guerre elle ne pilote plus. Elle s'est mariée pendant la guerre et est repartie vivre en Indonésie.
Au cours de la Seconde Guerre mondiale son fils est tué et son mari disparait dans la région d'Aceh. Béatrix de Rijk s'est éteinte à l'âge de 74 ans à La Haye, aux Pays-Bas.

## Sources externes
- (nl)
- Notices dans des dictionnaires ou encyclopédies généralistes :   - Biografisch Portaal van Nederland
  - Digitaal Vrouwenlexicon van Nederland